# Олешинка (Орловська область)
Олешинка (рос. Алешинка) — присілок у Дмитровському районі Орловської області Російської Федерації.
Населення становить 224 особи. Входить до муніципального утворення Олешинське сільське поселення.

## Історія
Населений пункт розташований у межах Чорнозем'я та історичного Дикого Поля. 30 липня 1928 року у складі Орловського округу Центрально-Чорноземної області, 13 червня 1934 року після ліквідації Центрально-Чорноземної області населений пункт увійшов до складу новоствореної Курської області.
З 27 вересня 1937 року район у складі новоствореної Орловської області.
Від 2013 року входить до муніципального утворення Олешинське сільське поселення.

## Населення
| 1853 | 1866 | 1877 | 1897 | 1926  | 1979 | 2002 |
| ---- | ---- | ---- | ---- | ----- | ---- | ---- |
| 602  | ↘596 | ↗692 | ↗862 | ↗1108 | ↘245 | ↗298 |
| 2010 | 2011 |      |      |       |      |      |
| ↘217 | ↗224 |      |      |       |      |      |